# Secășel
Secășel – wieś w Rumunii, w okręgu Alba, w gminie Ohaba. W 2011 roku liczyła 221 mieszkańców.